# Yusuf Kumlutaş
Yusuf Kumlutaş (* 8. Oktober 1963 in Izmir) ist ein türkischer Herpetologe.

## Leben
Kumlutaş absolvierte von 1981 bis 1985 ein Bachelorstudium an der Abteilung für Zoologie im Fachbereich Biologie der Naturwissenschaftlichen Fakultät der Ege Üniversitesi in Bornova-İzmir. Nach seinem Master-Abschluss im Jahr 1988 wurde er 1993 zum Ph.D. promoviert. 1996 wurde er Assistenzprofessor an der Fakultät für Erziehungswissenschaften der Dokuz Eylül Üniversitesi in Izmir-Buca. 1998 wurde er zum außerordentlichen Professor ernannt und 2005 wurde er zum ordentlichen Professor an der Abteilung Biologiedidaktik der Fakultät für Erziehungswissenschaften der Universität des 9. September in Buca befördert.
Zu seinen Projekten zählten die Erforschung der Herpetofauna des westlichen und zentralen Schwarzen Meers, die Erstellung von Aktionsplänen durch Erforschung der Biologie und Ökologie von Rana holtzi, Biodiversitätsprojekte in Südostanatolien (Güneydoğu Anadolu Projesi, GAP), Feldarbeit über die Herpetofauna um Rize, Artvin und Ardahan, Studien über die Herpetofauna der Region Südostanatolien sowie die Erforschung und der Schutz von Meeresschildkröten (Caretta caretta, Chelonia mydas) und Afrikanischen Weichschildkröten (Trionyx triunguis) in den Naturschutzgebieten Belek, Dalyan, Ekincik, Göksu Delta und Patara.
Kumlutaş wirkte an den Erstbeschreibungen der Arten und Unterarten Ablepharus budaki (1996), Acanthodactylus harranensis (2005), Eumeces schneiderii barani (2007), Asaccus barani, (2011), Asaccus iranicus (2011), Asaccus tangestanensis (2011), Asaccus zagrosicus (2011), Darevskia rudis mirabilis, Ophiomorus kardesi (2018) und Darevskia josefschmidtleri (2022) mit.
2005 war Kumlutaş Co-Autor des Werks Turkiye Amfibi ve Surungenleri von İbrahim Baran.

## Dedikationsnamen
2015 wurde die Skorpionart Protoiurus kumlutasi zu Ehren von Yusuf Kumlutaş benannt. 2018 beschrieben Boris Sakojewitsch Tunijew und seine Kollegen die Unterart Vipera darevskii kumlutasi der Darevskis Kreuzotter.